# 小行星11446
小行星11446（11446 Betankur）是一颗绕太阳运转的小行星，为主小行星带小行星。该小行星于1978年10月9日发现。

## 轨道参数
小行星11446的轨道半长轴为3.0582797 UA，离心率为0.199。